# Richard Lorenc
Richard Lorenc (West Ryde, Új-Dél-Wales, 1951. december 3. –) ausztrál nemzetközi labdarúgó-játékvezető.

## Pályafutása

### Nemzeti játékvezetés
A játékvezetői vizsgát 1965-ben a Gladesville-Hornsby körzetében tette le. A küldési gyakorlat szerint rendszeres partbírói tevékenységet is végzett. 1972-ben a NSW állami League, 1977-ben a National Soccer League játékvezetője. A nemzeti játékvezetéstől 1995-ben vonult vissza. 500-nál több ausztrál bajnoki labdarúgó-mérkőzés játékvezetője lehetett.

### Nemzetközi játékvezetés
Az Ausztrál labdarúgó-szövetség Játékvezető Bizottsága (JB) terjesztette fel nemzetközi játékvezetőnek, a Nemzetközi Labdarúgó-szövetség (FIFA) 1987-től tartotta nyilván bírói keretében. A FIFA JB központi nyelvei közül a angolt beszéli. Több nemzetek közötti válogatott és klubmérkőzést vezetett, vagy működő társának partbíróként, 4. bíróként segített. Az aktív nemzetközi játékvezetéstől 1995-ben vonult vissza. Vezetett nemzetközi mérkőzéseinek száma: 50.

#### Labdarúgó-világbajnokság

##### U20-as labdarúgó-világbajnokság
Chile a 6., az 1987-es ifjúsági labdarúgó-világbajnokságot, valamint Ausztrália a 9., az 1993-as ifjúsági labdarúgó-világbajnokságot rendezte, ahol a FIFA JB bíróként foglalkoztatta.

###### 1987-es ifjúsági labdarúgó-világbajnokság
| Időpont           | Helyszín                           | Mérkőzés típusa              | Mérkőzés        | Eredmény | Nézők száma |
| ----------------- | ---------------------------------- | ---------------------------- | --------------- | -------- | ----------- |
| 1987. október 18. | Városi Stadion, Valparaíso         | csoportmérkőzés (C. csoport) | NDK–Bahrein     | 2 – 0    | 2000        |
| 1987. október 23. | Nemzeti Stadion, Santiago de Chile | egyik elődöntő               | Jugoszlávia–NDK | 2 – 1    | 35 000      |

###### 1993-as ifjúsági labdarúgó-világbajnokság
| Időpont           | Helyszín                 | Mérkőzés típusa              | Mérkőzés            | Eredmény | Nézők száma |
| ----------------- | ------------------------ | ---------------------------- | ------------------- | -------- | ----------- |
| 1993. március 7.  | Városi Stadion, Adelaide | csoportmérkőzés (D. csoport) | Mexikó–Norvégia     | 3 – 0    | 10 000      |
| 1993. március 11. | Városi Stadion, Adelaide | csoportmérkőzés (D. csoport) | Mexikó–Szaúd-Arábia | 2 – 1    | 7000        |

---
A világbajnoki döntőkhöz vezető úton Olaszországba a XIV., az 1990-es labdarúgó-világbajnokságra és az Amerikai Egyesült Államokba a XV., az 1994-es labdarúgó-világbajnokságra a FIFA JB játékvezetőként alkalmazta. Selejtező mérkőzéseket az OFC zónákban vezetett. Az első ausztrál születésű játékvezető, akit labdarúgó-világbajnokságon foglalkoztattak.1990-ben a FIFA JB kifejezetten partbírói feladatok ellátására vette igénybe szolgálatát. Három csoporttalálkozón lehetett a működő játékvezető első számú partbírója. A kor előírásai szerint, ha a játékvezető megsérül, akkor neki kellett volna továbbvezetnie a találkozót. Partbírói mérkőzéseinek száma világbajnokságon: 3

##### 1994-es labdarúgó-világbajnokság

###### Selejtező mérkőzés
| Időpont              | Helyszín               | Mérkőzés típusa                        | Mérkőzés                  | Eredmény | Nézők száma |
| -------------------- | ---------------------- | -------------------------------------- | ------------------------- | -------- | ----------- |
| 1992. szeptember 19. | Központi Stadion, Suva | előselejtező (B. csoport; 2. mérkőzés) | Fidzsi-szigetek–Új-Zéland | 0 – 0    |             |

## Sportvezetői pályafutása
- 2005 –2009 között az Ausztrál Labdarúgó Szövetség JB elnöke.
- 2009-től a Football New South Wales koordinátora, FIFA/AFC játékvezető ellenőr és oktató.

## Szakmai sikerek
1993-ban  az Ausztrál Labdarúgó Szövetség JB az Év Játékvezetője kitüntető címmel ismerte el szakmai munkáját.